# Hallam (Nebraska)
Hallam est un village du comté de Lancaster, dans l'État du Nebraska, aux États-Unis. En 2020, il comptait une population de 268 habitants.